# Objectification
En philosophie sociale, l'objectification (parfois qualifiée d'objectivation ou de réification) est le fait de traiter une personne, ou, plus rarement un animal, comme un objet ou une chose.

## Définitions
Selon la philosophe Martha Nussbaum, une personne est objectifiée, si l'une ou plusieurs des propriétés suivantes lui sont appliquées :
1. Instrumentalisation – utiliser la personne comme un moyen, un outil pour atteindre les objectifs d'une autre personne ;
2. Déni d'autonomie – traiter la personne au mépris de ses capacités d'autonomie et d'auto-détermination ;
3. Inertie – traiter la personne au mépris de sa faculté d'action ;
4. Fongibilité – traiter la personne comme un objet interchangeable, dépourvu d'identité ;
5. Violabilité – traiter la personne au mépris de son intégrité physique et morale ;
6. Propriété – traiter la personne comme étant possédable, achetable, vendable ;
7. Déni de subjectivité – traiter la personne au mépris de son expérience subjective et de ses sentiments.

Martha Nussbaum a fait valoir que la question de l'objectification n'est pas seulement importante concernant la sexualité, ce qui a été longuement débattu, mais aussi concernant le capitalisme et l'esclavage, selon le point de vue marxiste. Nussbaum affirme qu'il est possible que les différentes formes d'objectification ne soient pas forcément toutes négatives et que la présence de l'une des sept propriétés évoquées précédemment ne caractérise pas obligatoirement l'objectification.
Rae Langton, dans Solipsisme Sexuel : Essais philosophiques sur la pornographie et l'objectification, a proposé d'ajouter trois autres propriétés à celles de Martha Nussbaum :
1. Réduction au corps – traiter une personne en la réduisant à son corps ou à une partie de son corps ;
2. Réduction à l'apparence – traiter une personne en la réduisant à son apparence physique ou à la façon dont elle apparaît à nos sens ;
3. Réduction au silence – traiter une personne comme étant incapable de communiquer, de s'exprimer.